# École de restauration Perho

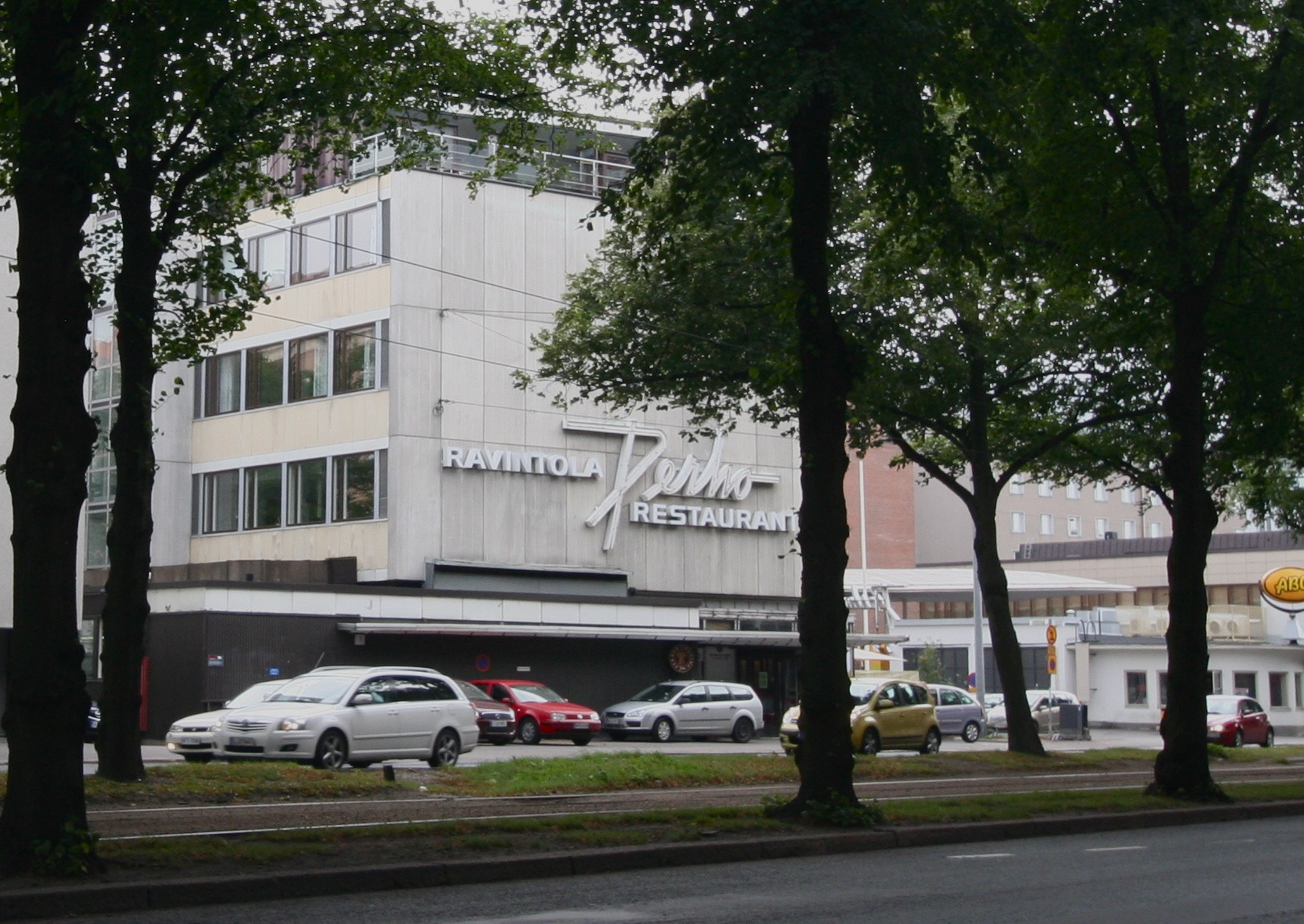
Restaurant pédagogique Perho.

Perho était une école professionnelle située dans le quartier d'Etu-Töölö à Helsinki en Finlande,.

## Présentation
Perho était une école de restauration privée finlandaise et une école professionnelle où l'industrie hôtelière et de la restauration. 
L'école a fonctionné de 1935 à 2016.
L'école de restauration Perho, Helmi Liiketalousopisto et Haaga-Perho ont fusionné le 1er janvier 2017 pour devenir Perho Liiketalousopisto. 
Les activités de formation dans le secteur de la restauration se poursuivent à Töölö. 
La formation est organisée par Perho Liiketalousopisto Oy.

## Bâtiment
Le bâtiment de l'école a été conçu par le professeur Aarne Ervi et achevé en 1957. Le terrain pour le bâtiment avait déjà été acquis en 1951 et les travaux d'excavation sur le montu avaient commencé, mais le manque d'argent a empêché les travaux de construction proprement dits de commencer pendant longtemps,.
À l'automne 2015, la construction du bâtiment supplémentaire Perhon Proffa s'est achevée. 
Son inauguration a eu lieu le 10 septembre 2015. 
Le nouveau bâtiment a été conçu par le professeur d'architecture Jan Söderlund. 
Les dessins sur le thème des plantes et des fruits sur les façades ont été conçus par le professeur Oiva Toikka. 
L'annexe a une superficie de 1 500 mètres carrés sur cinq étages.